# Цілинне (Україна)
Ціли́нне (до 1948 року — Кирк-Ішю́н, крим. Qırq İşün, раніше — Кирк-Чіпчє́, крим. Qırq Çipçe) — село Джанкойського району Автономної Республіки Крим. Населення становить 1123 особи. Орган місцевого самоврядування — Цілинна сільська рада.

## Географія
Цілинне — село на північному заході району, в степовому Криму, біля кордону з Красноперекопським районом, недалеко від берега Сивашу, висота над рівнем моря — 13 м. Найближчі села: Томашівка — за 5,5 кілометрів на північний захід, Колоски за 4 км на південний схід, Випасне — за 2,5 км на південь і Багачівка за 4,5 км на захід. Відстань до райцентру — близько 32 кілометрів, найближча залізнична станція — Пахарівка (на лінії Джанкой — Армянськ) — близько 8,5 км.

## Назва
Раніше село називалося Чіпче, пізніше — Кирк-Чіпче, час присвоєння сучасної назви з доступних джерел поки не встановлено.

## Історія
Перша документальна згадка про село зустрічається в Камеральному Описі Криму … 1784 року, судячи з якого, в останній період Кримського ханства Чипче входило до Сакал кадилик Перекопського каймаканства. Після анексії Криму Російською імперією 8 лютого 1784 року, село була приписано до Перекопського повіту Таврійської області. Після Павлівських реформ, з 1796 по 1802 рік, входило в Перекопський повіт Новоросійської губернії. За новим адміністративним поділом, після створення 8 (20) жовтня 1802 року Таврійської губернії, Чіпче було включено до складу Джанайської волості Перекопського повіту.
За даними Ведомости о всех селениях, в Перекопському повіті від 21 жовтня 1805 року в селі Чипче значилося 14 дворів і 105 жителів кримських татар. На військово-топографічній карті 1817 року село Шипче позначено з 14 дворами. Після реформи волосного поділу 1829 року Чипче, залишили в складі Джанайської волості — отже, село було ще живе. А на карті 1842 року позначені вже руїни села — мабуть, було покинуте мешканцями, які емігрували до Туреччини.
Знову, в доступних джерелах, невелике село Кирк-Чипче зустрічається на карті Кримського статистичного управління 1922 року. Згідно зі Списком населених пунктів Кримської АРСР за даними Всесоюзного перепису від 17 грудня 1926 року, Кірк-Чипче входило до складу Тереклинської сільради Джанкойського району, а на кілометровій карті Генштабу 1941 року село підписано, як Чипчі. На двокілометровці РККА 1942 року на місці села позначено радгосп Кірк = Ішунь, час присвоєння сучасної назви поки не встановлено.

## Постаті
- Андрущенко Микола Анатолійович (1984—2016) — старший солдат Збройних сил України, учасник російсько-української війни.
- Андрущенко Денис Анатолійович (1997-2023) — старший солдат Збройних Сил України, учасник російсько-української війни.